# Lutra nippon
La nutria japonesa (Lutra lutra whiteleyi) es una subespecie extinta de mamífero carnívoro de la familia de los mustélidos de hábitat acuático, es la subespecie de la nutria europea (Lutra lutra)
La especie se distribuía en Japón y se extinguió debido a la destrucción de su hábitat, la perturbación en los ambientes ribereños y especialmente la caza. Algunos autores la consideran sinónima de la ampliamente distribuida nutria europea Lutra lutra.
Es el animal escogido como símbolo de la prefectura de Ehime.

## Descripción
Un ejemplar adulto podía medir entre 65 y 80 cm de largo, más la cola de 45 a 50 cm de larga. Tenía un pelaje espeso con piel de color marrón oscuro. Las patas eran cortas con dedos palmeados.

## Ecología
De hábitos nocturnos, sólo salía de su guarida por la noche en busca de comida. Solía campar en un territorio de unos diez kilómetros de diámetro, marcando la zona con sus excrementos y estableciendo tres o cuatro nidos bajo las rocas o arbustos en el interior, que visitaba una vez cada tres o cuatro días.
Principalmente se alimentaban de peces y crustáceos, invertebrados y aún pequeños mamíferos como ratones.

## Conservación
La población disminuyó en la década de 1930, y casi desapareció. Desde entonces sólo ha sido vista en algunas ocasiones, en 1964 en el mar Interior de Seto, y en el mar de Uwa en 1972 y 1973. El último avistamiento oficial fue en la parte sur de prefectura de Kochi en 1979, cuando fue fotografiada en la desembocadura del río Shinjo en Susaki. Durante un tiempo estuvo clasificada como «en peligro crítico de extinción».
A lo largo de la década de 1990 hubo varios intentos de localizar algún ejemplar. En diciembre de 1991 el Ministerio de Medio Ambiente de Japón, en asociación con el gobierno prefectural Kochi, reunió a un equipo de expertos que comenzó un trabajo de campo para localizar ejemplares. En marzo de 1992 se encontró pelo, excrementos y huellas atribuidos a esta especie en la prefectura de Kochi. Después del análisis de una muestra representativa de los pelos, los investigadores determinaron que se trataban de nutria japonesa, confirmado por un funcionario de la sección de la agencia protección de la fauna quien declaró que el pelo era «evidencia científica sólida que confirmaba la existencia de la nutria japonesa».
En 1994 zoólogos expertos visitaron la zona donde se encontraron los pelos y los excrementos y descubrieron restos de orina de animales en celo. El gobierno de la prefectura de Kochi montó una cámara de infrarrojos durante seis meses, entre octubre de 1994 y abril de 1995, en un esfuerzo por capturar imágenes de la nutria, pero solo se registraron imágenes de perros mapaches.
Entre el 4 y el 9 de marzo de 1996 un grupo de funcionarios del zoológico, funcionarios del gobierno municipal y amantes de los animales de todo el país, buscaron la nutria de río en las zonas donde se habían realizado aquellos hallazgos. Tales áreas incluyeron zonas costeras en Susaki, el cauce del río Niyodo que atraviesan Sakawacho e Inocho, y las áreas costeras a lo largo del río Shimanto. No se encontró evidencia alguna de la existencia del animal.
El 28 de agosto de 2012, el Ministerio de Medio Ambiente de Japón declaró a la nutria japonesa de río como extinta.